# Arild
 Ikke at forveksle med Arrild.
Arild er en fiskerlandsby med 522 indbyggere (2010) 36 km nord for Helsingborg i Höganäs kommun i Skåne län i Sverige. Arild og Mölle på Kullen ligger ud mod Skälderviken nord for indsejlingen til Øresund. I 1800-tallet var der en kunstnerkoloni i byen som på Skagen i Jylland.
I Arild findes et smukt kapel fra middelalderen. Byen ligger ved naturreservatet Kullabergs sydøstlige ende. På Kullaberg er der en række vandreruter, der blandt andet fører til hjemstavnsgården Himmelstorp, Håkull (toppen af Kullaberg), Kullagården og Kullens Fyr. Sydvest for Arild ligger herregårdene Stubbarp og Balderup. Brunnby Kirke ligger et par km syd for byen.
Arild ligger på nordsiden af Kullen, Mölle ligger på sydsiden af Kullen ud mod det nordlige Øresund

## Kunstnere og forfattere
I midten af 1800-tallet begyndte Arild at blive centrum for tilrejsende malere, men det var først i slutningen af det 19. århundrede, at kunstnere samlede sig i hvad der kunne defineres som en kunstnerkoloni. De fandt ifølge overleveringerne nogle af de samme kvaliteter i Arild og området omkring Kullaberg, som malerne på Skagen med hav, fiskerfamilier og et særegent landskab.
En af de første der besøgte Arild var den norske maler Adolph Tidemand. Lidt senere kom danskerne Carl Frederik Sørensen og Viggo Pedersen, ligesom P.S. Krøyer også besøgte byen. Viggo Pedersen grundlagde en malerskole i Arild med udstillinger hver sommer.
Blandt de svenske kunstnere, der var aktive i Arild og mødtes på Hotell Mor Cilla var bl.a. Gustaf Rydberg, Elisabeth Keyser, Axel Nordgren, Alfred Wahlberg, Georg von Rosen, Gustaf Cederström, Carl Skånberg, Nils Kreuger, Fritz von Dardel, Olof Krumlinde, Isaac Grünewald, Natanael Beskow, Richard Bergh, Herman Österlund og Prins Eugen.
Flere forfattere har også opholdt sig i Arild om sommeren. Gustaf af Geijerstam skrev blandt andet Karin Brandts datter under sit ophold i 1904. Andre forfattere, der havde sommerresidens i Arild er Carl David af Wirsén, Albert Ulrik Bååth, Axel Lundegård, Marika Stiernstedt og Anders Österling. Sidstnævnte skrev digtet Retur til Arcadia som en hyldest til Arild og Kullen. To danske komponister, Rued Langgaard og Carl Nielsen, var gæster på Strand Hotell.

## Arild-legenden og Arild som pilgrimssted
Berømt er den såkaldte arildsvisen - interessant nok nedskrevet af Kullen-præsten Simon Peter Sundius i 1754, ikke på svensk, men i det skånsk-danske folkesprog - om hvordan stednavnene i Skåne og Sjælland har fået deres navne.  
Ifølge et gammelt sagn var der en adelsmand David, gift med enken Inger, med hvem han havde tre stedbørn: Arved, Tora og Gille, som han havde myrdet ude på havet. På tre forskellige strande ved Øresund, hvor ligene flød i land, fik stederne deres navne: Torekov på Bjäre/Bjerg, Arild (1505: hellige Arveds leje) på Kullen og Gilleleje på Sjælland.
Det er en forklarende legende om, hvordan lokale pilgrimssteder (sandsynligvis med hedenske rødder) omkring det nordlige Øresund har fået deres navne. Sankt Tora i Torekov er helgenen for Bjerg/Bjäre, afbildet i herredsvåbenet, og Arild (hvor folk valfartede til Arveds hellige kilde) mv.
I andre udgaver af sagnet hedder Inger i stedet for Helene eller Ellen og boede i Stubberup/Stubbarp uden for Arild. Det var hende, der gav navnet til Sankt Helene Kilde i Tisvildeleje i Nordsjælland. Der er et berømt maleri, der viser Helene, der græder over sine døde børn med den skånske Kullen i baggrunden.
Folkevisen:
1.
Stolt Inger Lill var ett rosens blad. 
De herrer ligge in för Brunby! 
Herr David hand om hende bad. 
sa ynlelig gräder Stolt Inger! 
2. 
"Mine söner de äro både unge och små. 
De herrer ligge in for Brunby! 
Jeg kan ej så snart lade dennem stiffader få."
Så ynkelig gräder Stolt Inger!
3. 
Herr David svor om alt det jorden kunde bare. 
De herrer ligge in för Brunby! 
Hand skulle dennem ingen ond stiffader vare. 
Så ynkelig gräder Stolt Inger!
4.
Der vare gangne årene too, 
Herr David begynte öfver sine stif sönner at trå. 
5. 
Herr David hand svöber sitt hofved i skind, 
Så går hand i salen till Stolt Inger lill in. 
6. 
"Hör J, Stolt Inger, hvad jeg siger eder, 
"Og må eders söner til hofve ride — "
7. 
"Mine söner de äro både unge och små," 
"De kunde icke bäre den brynje så blå." — 
8.
"Og meden de må inge hofmänd blifve, 
"Då skall de de rigeste kiöbmand väre." . 
9. 
Herr David lader bygge en snecke af ny, 
Der at forrade sine stifsöner udi.
10. 
Snecken var giord så svigeifuld; 
Ty hun var lasted med mile-kull.
11. 
Skiepperen var og utrogen mod dem, 
Thi loed haiid dem i nöden slemm. 
12.
Stoben var varm och miöden söd, 
Den ene broder sofver i den andres skiöd. 
13. 
Herr Arved vogned opp, hand såg 
Sin broder udi röde glöd låg. 
14. 
Herr Arved råbte till Gud och mand:
"Send mig igien i min moders hand!"
15. 
Herr Arved giorde korss på böljen blå, 
Så tog hand den stien på hafsens bond lå.
16.
Herr David går sig neder ved strand , 
Der fant hand Herr Arved var drefven iland. 
17. 
Han tog af hannem de guldringe små, 
Og skiöden så ud för böljen blå. 
18. 
Böljen hannem siden så långt omdref , 
Så hand på en anden hall liggende blef. 
19. 
Hofvedet ned och länderne opp, 
Så låg der fast den usle kropp. .
20. 
Det skiedde derefter om en söndag då, 
Herr David og Stolt Inger i badstue skulde gå. 
21. 
Der feck hun see på Herr Davids hand. 
De ringe hand taget af Herr Arved vid strand. 
22. 
Den sidste gang jeg de ringe så, 
"Då hade Herr Arved min yngste sön dem på." —
23. 
"Min kiäre frue hun lader sligt, 
"Der är så meget hin anden likt." 
24.
Der då ginge månader fem, 
Og intet kom hindes söner i alle dem.
25. 
"Här är bläst så mange slags wejr,
'"Hvi komma icke mine söner till landet här?'" 
26.
Stolt Inger tager med sig sine möer två,
Så monde hun sig till stranden gå.
27
Der hun kom sig neder till strand, 
Der fant hun Herr Arved var drefven i land. 
28
Stolt Inger loed hente svöbelagen små. 
Så klädde hun sin sön på stedet han lå.
29
Stolt Inger loed rede till begrafving snart, 
At lade bäre sin sön till kirken med en fart.
30
Når de då komme opp under den Ii, 
Med liget der de hvilede sig. 
31
Mens når de då skulle båre igien, 
Så kunde de icke råcke den. 
32
De hade icke kundet räcke den, 
Hade de väret femten for hver mand. 
33. 
"Alt meden mine söner de måtte icke lefve, 
"Så skall jeg deris fädernis gods bortgifve."
34
"Jeg skall lade bygge öfver Herr Arved en kjrke af ny,
"Der at synge ottesång och högmässe udi." 
35
"De fattige börn giorde jer ingen harm, 
"J fortröd hvar gang jeg hade dem i min arm." 
36
"Jeg klager det nu udi min nöd, 
J unte dem icke det törre bröd."
37. 
Gud nåde den änke med börnene små, 
"Söm en så ond stiffader få."
38. 
"Jeg beder Gud fader i himmelrige, 
De herer ligge ind för Brunby! 
"Vi må en gäng samles der alle tillige. 
Så ynkelig grader Stolt Inger!"